# برو موفز سوكر
برو موفز سوكر (بالإنجليزية: Pro moves Soccer)‏، هي لعبة كرة قدم من تطوير ونشر شركة آسي إنترتنمنت اليابان، وتم إصدارها في أمريكا الشمالية، تحتوي على العديد من المنتخبات والأندية العالمية الوهمية، ومن بينها منتخبات البرازيل، والأرجنتين، واليابان، أما المنتخبات العربية فتضمنت منتخبات السعودية والمغرب ومصر فقط.